# Fluktuierende erneuerbare Energien

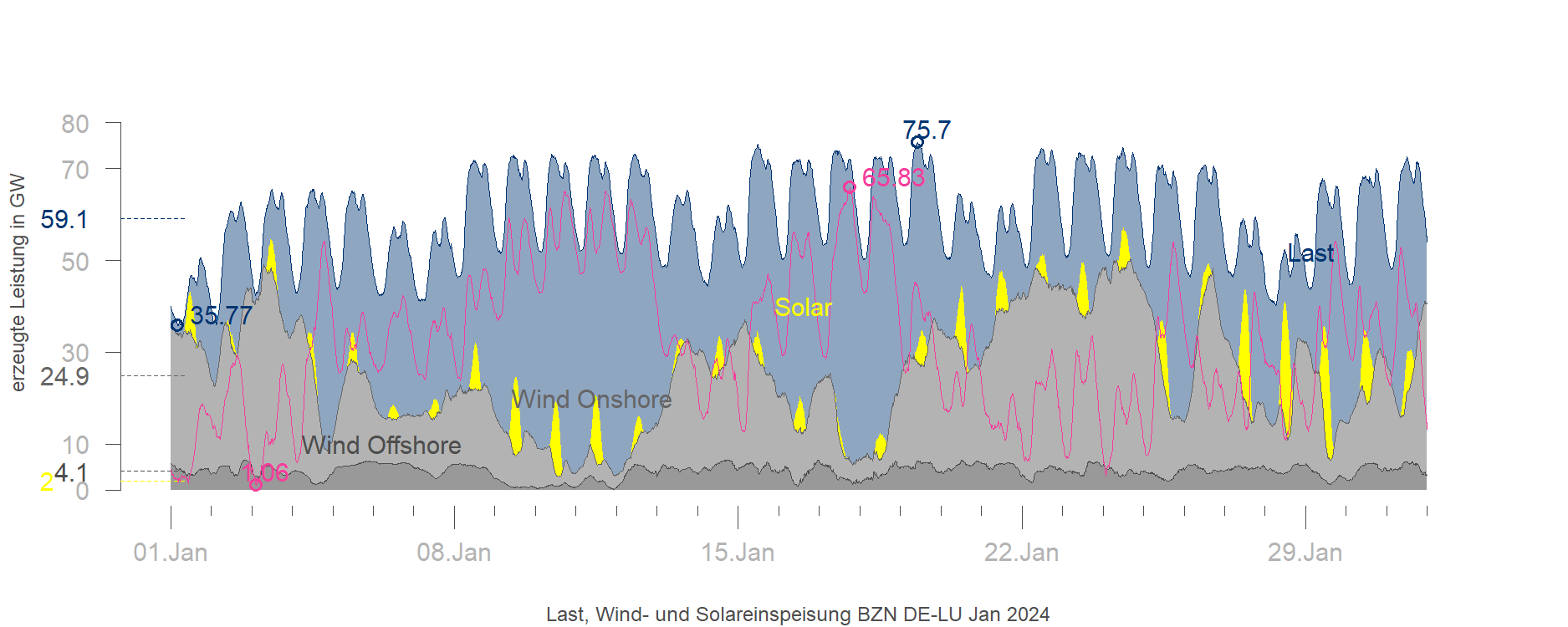
Last, Wind- und Solareinspeisung und die Restlast im Januar 2024, Daten Entso-E Transparenzplattform

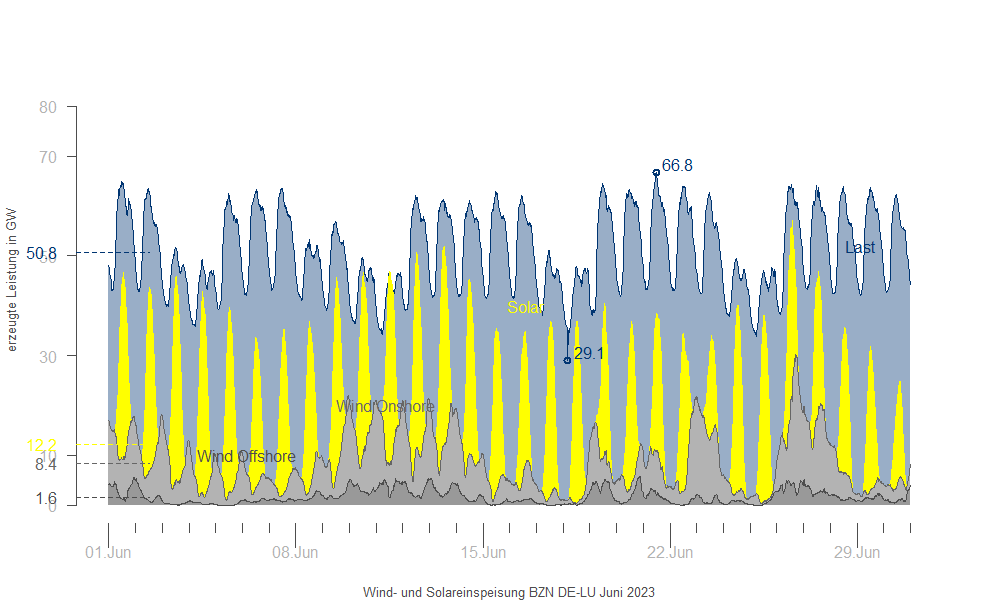
Last, Wind- und Solareinspeisung im Juni 2023, Daten Entso-E Transparenzplattform

Dieser Artikel befindet sich derzeit in der Qualitätssicherung im WikiProjekt Elektrotechnik des Portal Elektrotechnik. Wenn du dich mit dem Thema auskennst, bist du herzlich eingeladen, dich an der Prüfung und möglichen Verbesserung des Artikels zu beteiligen. Der Meinungsaustausch dazu ist in der Diskussion (Artikel „Fluktuierende erneuerbare Energien“ eintragen) zu finden.
Fluktuierende erneuerbare Energien sind erneuerbaren Energien, wie zum Beispiel Sonnenenergie oder Windenergie, deren Dargebot schwankt, also Fluktuationen unterworfen ist.

## Vergleich der einzelnen regenerativen Erzeuger
Biomasse und geothermische Energie sind regelbar. Wegen fehlender wirtschaftlicher Anreize des Erneuerbaren Energien Gesetzes werden diese Flexibilitäten jedoch in Deutschland kaum genutzt (siehe graphische Darstellung der Fahrweise von Biomassekraftwerken unten). 

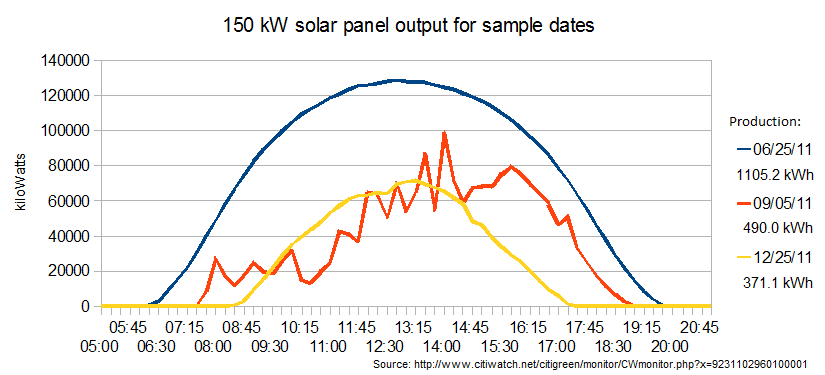
Einspeisung einer Solaranlage an drei unterschiedlichen Tagen

Bei der Erzeugung von Strom durch Sonnenenergie kann zwar die Leistung reduziert, jedoch nicht erhöht werden; zudem ist Sonnenenergie variabler als Windenergie, jedoch auch besser vorhersagbar. 
Windkraftanlagen können bei Bedarf beliebig gedrosselt werden, zudem ist bei modernen drehzahlvariablen Anlagen mit Vollumrichter auch kurzfristig, d. h. für einige Sekunden Leistungserhöhung möglich. Die hierfür benötigte Energie stammt aus der gespeicherten kinetischen Energie von Rotor und Triebstrang, dessen Drehzahl dabei absinkt. Damit können hinreichend viele Windkraftanlagen mit entsprechender zentraler Anlagensteuerung sowohl bei Über- als auch bei Unterfrequenz im Sekundenbereich zur Frequenzstabilität des Stromnetzes beitragen.

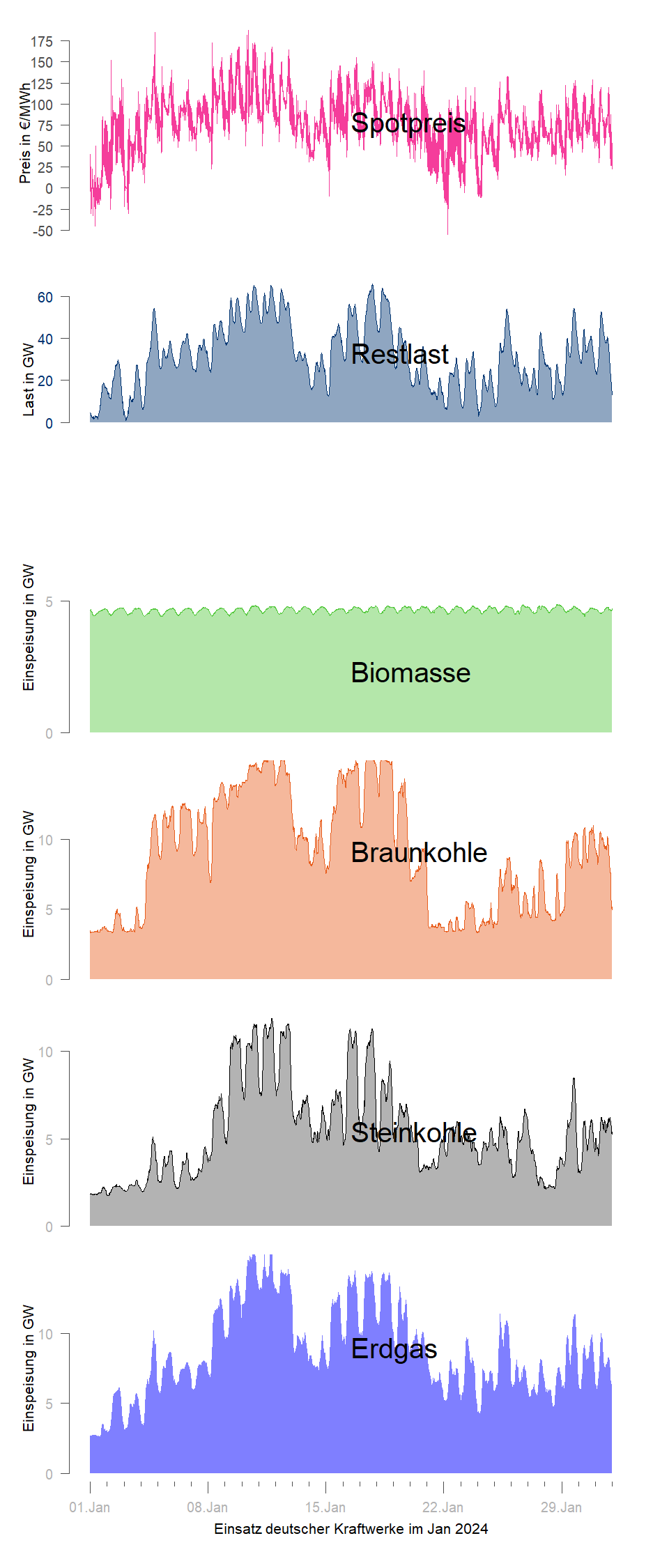
Einsatz deutscher Kraftwerke im Januar 2024, Daten Entso-E Transparenzplattform

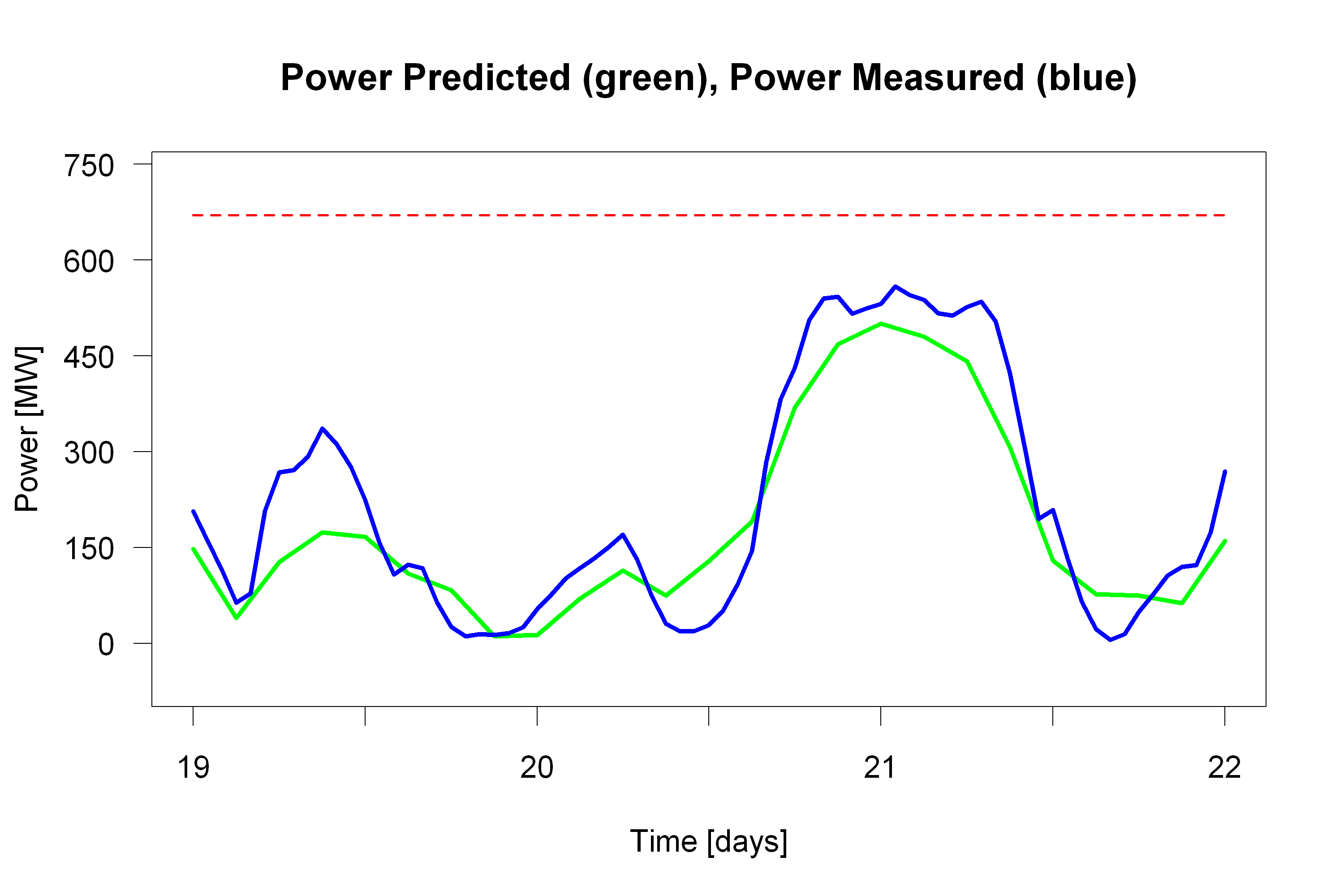
Typische Windleistungsvorhersage mit Vorhersagedaten (grün) und tatsächlicher Leistung (blau)

Windenergie ist von allen variablen Energiequellen am schlechtesten voraussagbar. Im Falle der Windkraft liegt die Genauigkeit der Vorhersagen bei einem durchschnittlichen unkorrigierten Fehler von 8,8 % in Deutschland über einen Zeitraum von zwei Jahren.
Bei Wellenkraftwerken wird die Bewegungsenergie von Wellen, die durch Wind erzeugt werden, in elektrische Energie umgewandelt. Die Stärke der Wellen korreliert zwar mit der Windkraft, ist jedoch aufgrund der Masse des Wassers weniger variabel. Windenergie ist proportional zur dritten Potenz der Windgeschwindigkeit, außerdem verhält sich die Wellenenergie proportional zum Quadrat der Wellenhöhe.
Sonnenenergie ist genauer prognostizierbar als Windenergie, aber nur tagsüber verfügbar mit einem Leistungspeak zur Mittagszeit. Beeinflusst wird sie tagsüber durch den Grad der Bewölkung. Windkraft entsteht durch die verschieden starke Erwärmung der Erdoberfläche und kann circa 1 % der Sonnenenergie verfügbar machen.
Gezeitenenergie in Staudamm-Bauweise ist am besten vorhersagbar im Vergleich zu allen anderen genannten variablen erneuerbaren Energiequellen. Zweimal täglich kommt es zu einer Gezeitenänderung, welche jeden Tag ähnlich stark auftritt. Man geht davon aus, dass 20 % des Energiebedarfs des Vereinigten Königreiches durch Gezeitenenergie gedeckt werden könnten, jedoch gibt es weltweit nur 20 Standorte, an denen die Nutzung von Gezeitenenergie sinnvoll wäre. Aufgrund der hohen Umweltveränderungen und Probleme, die solche Kraftwerke den Ökosystemen zufügen werden sie heute nicht mehr gebaut. Stattdessen gibt es Planungen für Meeresströmungskraftwerke. Diese arbeiten ähnlich wie eine Windkraftanlage an Land. In Europa gibt es hunderte Standorte für diese Art der Energieerzeugung. Da es noch keine Massenfertigung dafür gibt, ist diese Kraftwerksart noch teuer.